# Campeonato Mundial de Esqui Estilo Livre de 2011 - Moguls feminino
A prova do moguls feminino do Campeonato Mundial de Esqui Estilo Livre de 2011 foi disputada no dia 2 de fevereiro  em Wasatch Range nos Estados Unidos. Participaram 27 atletas de 17 países.

## Medalhistas
| Ouro                | Prata                | Bronze                |
| Jennifer Heil (CAN) | Hannah Kearney (USA) | Kristi Richards (CAN) |

## Resultados

### Qualificação
27 atletas participaram do processo qualificatório. As 16 melhores avançaram para a final.
| Pos. | Bib | Atleta                | Nacionalidade  | Tempo | Pontuação | Pontuação | Pontuação | Total | Notas |
| Pos. | Bib | Atleta                | Nacionalidade  | Tempo | Giros     | Aéreo     | Tempo     | Total | Notas |
| ---- | --- | --------------------- | -------------- | ----- | --------- | --------- | --------- | ----- | ----- |
| 1    | 2   | Jennifer Heil         | Canadá         | 30.66 | 12.9      | 4.62      | 5.73      | 23.25 | Q     |
| 2    | 1   | Hannah Kearney        | Estados Unidos | 31.72 | 12.7      | 4.68      | 5.31      | 22.69 | Q     |
| 3    | 4   | Kristi Richards       | Canadá         | 33.54 | 11.4      | 5.16      | 4.58      | 21.14 | Q     |
| 4    | 10  | Regina Rakhimova      | Rússia         | 32.79 | 11.5      | 4.32      | 4.88      | 20.70 | Q     |
| 5    | 8   | Ekaterina Stolyarova  | Rússia         | 32.96 | 11.2      | 4.56      | 4.81      | 20.57 | Q     |
| 6    | 7   | Eliza Outtrim         | Estados Unidos | 32.99 | 11.1      | 4.62      | 4.80      | 20.52 | Q     |
| 7    | 6   | Heather McPhie        | Estados Unidos | 32.61 | 10.8      | 4.26      | 4.95      | 20.01 | Q     |
| 8    | 3   | Audrey Robichaud      | Canadá         | 34.59 | 10.9      | 4.62      | 4.16      | 19.68 | Q     |
| 9    | 14  | Deborah Scanzio       | Itália         | 33.64 | 10.5      | 4.38      | 4.54      | 19.42 | Q     |
| 10   | 9   | Nikola Sudova         | Chéquia        | 34.04 | 11.9      | 3.06      | 4.38      | 19.34 | Q     |
| 11   | 12  | Marika Pertakhiya     | Rússia         | 32.35 | 10.0      | 4.09      | 5.06      | 19.15 | Q     |
| 12   | 21  | Arisa Murata          | Japão          | 32.32 | 9.9       | 4.06      | 5.07      | 19.03 | Q     |
| 13   | 30  | Martina Schriwer      | Suécia         | 33.16 | 8.4       | 4.68      | 4.73      | 17.81 | Q     |
| 14   | 22  | Marina Kaffka         | Alemanha       | 32.38 | 9.2       | 3.48      | 5.04      | 17.72 | Q     |
| 15   | 23  | Tereza Vaculikova     | Chéquia        | 32.73 | 8.7       | 3.90      | 4.90      | 17.50 | Q     |
| 16   | 13  | Anastassia Gunchenko  | Rússia         | 35.27 | 9.3       | 3.36      | 3.89      | 16.55 | Q     |
| 17   | 34  | Britteny Cox          | Austrália      | 34.94 | 8.1       | 4.02      | 4.02      | 16.14 |       |
| 18   | 19  | Heidi Kloser          | Estados Unidos | 35.48 | 6.4       | 3.48      | 3.80      | 13.68 |       |
| 19   | 31  | Jee-Won Seo           | Coreia do Sul  | 37.95 | 7.9       | 2.82      | 2.82      | 13.56 |       |
| 20   | 33  | Junko Hoshino         | Japão          | 36.99 | 5.8       | 4.14      | 3.20      | 13.14 |       |
| 21   | 28  | Samanta Gobbi         | Suíça          | 40.97 | 3.0       | 2.78      | 1.61      | 7.39  |       |
| 22   | 11  | Chloé Dufour-Lapointe | Canadá         | 47.99 | 0.4       | 3.30      | 0.00      | 3.70  |       |
| 23   | 26  | Reyes Santa-Olalla    | Espanha        | 43.50 | 0.3       | 2.40      | 0.60      | 3.30  |       |
| 24   | 27  | Xue Yang              | China          | 56.46 | 1.1       | 1.06      | 0.00      | 2.16  |       |
| 25   | 35  | Junhan Shao           | China          | 57.38 | 1.4       | 0.72      | 0.00      | 2.12  |       |
| 26   | 32  | Ellie Koyander        | Reino Unido    | 45.46 | 1.1       | 0.30      | 0.00      | 1.40  |       |
| 27   | 29  | Nicole Parks          | Austrália      |       |           |           |           | DNF   |       |

### Final
As 16 atletas disputaram no dia 2 de fevereiro a final da prova.
| Pos.              | Bib | Atleta               | Nacionalidade  | Tempo | Pontuação | Pontuação | Pontuação | Total | Notas |
| Pos.              | Bib | Atleta               | Nacionalidade  | Tempo | Giros     | Aéreo     | Tempo     | Total | Notas |
| ----------------- | --- | -------------------- | -------------- | ----- | --------- | --------- | --------- | ----- | ----- |
| Medalha de ouro   | 2   | Jennifer Heil        | Canadá         | 30.11 | 13.6      | 4.80      | 5.95      | 24.35 |       |
| Medalha de prata  | 1   | Hannah Kearney       | Estados Unidos | 29.68 | 14.0      | 4.19      | 6.12      | 24.31 |       |
| Medalha de bronze | 4   | Kristi Richards      | Canadá         | 30.41 | 12.9      | 4.98      | 5.83      | 23.71 |       |
| 4                 | 8   | Ekaterina Stolyarova | Rússia         | 30.20 | 13.0      | 4.68      | 5.92      | 23.60 |       |
| 5                 | 7   | Eliza Outtrim        | Estados Unidos | 31.22 | 12.5      | 5.16      | 5.51      | 23.71 |       |
| 6                 | 6   | Heather McPhie       | Estados Unidos | 29.02 | 11.8      | 4.46      | 6.39      | 22.65 |       |
| 7                 | 10  | Regina Rakhimova     | Rússia         | 31.13 | 12.0      | 4.86      | 5.54      | 22.40 |       |
| 8                 | 9   | Nikola Sudova        | Chéquia        | 32.86 | 12.5      | 3.78      | 4.85      | 21.13 |       |
| 9                 | 12  | Marika Pertakhiya    | Rússia         | 31.96 | 11.2      | 4.29      | 5.21      | 20.70 |       |
| 10                | 3   | Audrey Robichaud     | Canadá         | 33.45 | 11.1      | 4.62      | 4.62      | 20.34 |       |
| 11                | 23  | Tereza Vaculikova    | Chéquia        | 31.90 | 10.3      | 4.68      | 5.24      | 20.22 |       |
| 12                | 21  | Arisa Murata         | Japão          | 31.27 | 10.1      | 4.09      | 5.49      | 19.68 |       |
| 13                | 30  | Martina Schriwer     | Suécia         | 33.40 | 10.5      | 4.50      | 4.64      | 19.64 |       |
| 14                | 22  | Marina Kaffka        | Alemanha       | 32.27 | 10.5      | 3.42      | 5.09      | 19.01 |       |
| 15                | 13  | Anastassia Gunchenko | Rússia         | 32.38 | 10.0      | 3.54      | 5.04      | 18.58 |       |
| 16                | 14  | Deborah Scanzio      | Itália         | 35.63 | 5.0       | 2.27      | 3.74      | 11.01 |       |

Legenda
| Recorde mundial       | Recorde mundial (World record)               |                       | Recorde africano                      | Recorde africano (African) |                                           | Q | Classificado por posição (Qualified) |
| Recorde do campeonato | Recorde do campeonato (Championship record)  | Recorde da América    | Recorde da América (Americas)         | q                          | Classificado por melhor tempo (Qualified) |   |                                      |
| Melhor marca do ano   | Melhor marca do ano (World leading)          | Recorde asiático      | Recorde asiático (Asian)              | DNS                        | Não largou (Did not start)                |   |                                      |
| Recorde nacional      | Recorde nacional (National record)           | Recorde europeu       | Recorde europeu (European)            | DNF                        | Não terminou (Did not finish)             |   |                                      |
| Recorde pessoal       | Recorde pessoal do atleta (Personal best)    | Recorde da Oceania    | Recorde da Oceania (Oceania)          | DSQ / DQ                   | Desclassificado (Disqualified)            |   |                                      |
| Recorde da temporada  | Recorde da temporada do atleta (Season best) | Recorde sul-americano | Recorde sul-americano (South America) | NM                         | Sem marca (No mark)                       |   |                                      |